# Fenómeno natural
Un fenómeno natural es la manifestación de una actividad que se produce en la naturaleza, un evento observable que no es necesariamente provocado por el ser humano, sino que suele considerarse como propio de la naturaleza, incluyendo ejemplos como un amanecer, el clima, la niebla, truenos, tornados, etc. Pero también procesos biológicos, descomposición, germinación ; procesos físicos, propagación de ondas, erosión (que pueden haberse dado también debido a la acción del ser humano, o provocar esos procesos biológicos a modo de un experimento). Pero habitualmente, el concepto sobre fenómenos de la naturaleza se refiere a un cambio que se produce en la naturaleza, es decir, que no es provocado por la acción humana directamente. Estos pueden influir en la vida humana de manera positiva (lluvia sobre cultivos o regar las plantas), de manera negativa (huracán sobre una ciudad o pueblo) o pueden no influir (como un arcoíris).
En el lenguaje informal, fenómeno natural aparece como un sinónimo de acontecimiento inusual, sorprendente o desastroso bajo la perspectiva humana. Sin embargo, de acuerdo a la definición previa, la formación de una gota de lluvia es un fenómeno natural de la misma manera que un huracán.
Llamamos desastres naturales a los fenómenos naturales peligrosos para la especie humana 
pero que también pueden llegar a ser peligrosos para los animales. La lluvia, por ejemplo, no es en sí un desastre, pero puede serlo si se reúnen ciertas condiciones como una intensidad inusual, sumada a la mala planificación urbana, es decir, la construcción de viviendas en lugares vulnerables a inundaciones.

## Clasificación de fenómenos naturales

### Fenómenos astronómicos
Estudiados por la astronomía que involucran a la Tierra, en tanto planeta y a otros astros que pueden tener influencia en la Tierra o no.
- La radiación solar:es el conjunto de radiaciones electromagnéticas que tiene origen en el Sol y que inciden en el resto de los cuerpos del sistema solar en función de su distancia incluida la Tierra y su Luna.
- Las fases de la Luna:que son los cambios del aspecto del satélite debido a su cambio de posición respecto a la Tierra y el Sol.
- Los Movimientos de la Tierra,:rotación y traslación, que producen cambios en el sitio y en el ángulo en el que incide la radiación solar en la Tierra produciendo la sucesión de los días y las noches y las estaciones del año.

### Fenómenos geológicos
Estudiados por la geología y relacionados con la parte sólida del planeta Tierra. Algunos ejemplos son:
- El proceso de formación de las cordilleras, llamado orogénesis que se desarrollan a lo largo de miles o millones de años.
- El proceso de formación del carbón, el petróleo o el gas, a partir de materia orgánica que tienen lugar a lo largo de miles o millones de años.

### Fenómenos hidrológicos
Estudiados por la hidrología, y relacionados con el agua.
- El fluir del agua en el cauce de un río debido al relieve y la gravedad, que en función de la pendiente, puede constituir cascadas, rápidos o meandros.
- El movimiento de aguas en el océano, conocido como corrientes oceánicas.
- Otros movimientos del mar como las olas.

### Fenómenos atmosféricos
Que tienen lugar en la atmósfera. Son estudiados por la meteorología y que, a su vez, determinan el clima, el cual es objeto de estudio de la climatología.
- El viento, el movimiento de masas de aire debido a las diferencias de presión atmosférica.
- La lluvia consiste en la caída de agua de las nubes. Esta cae en forma de gotas de agua aunque puede también caer en forma de nieve o granizo.
- El rayo que es una descarga electrostática entre la atmósfera y el suelo o entre dos zonas de la atmósfera.

### Fenómenos biológicos y ecológicos
Estudiados por la biología y la ecología.
- La evolución de las especies, que es el conjunto de cambios en caracteres fenotípicos y genéticos de poblaciones biológicas que tiene lugar luego de muchas generaciones.
- La migración animal, que es el desplazamiento periódico de un hábitat a otro.

- La extinción de las especies, en épocas anteriores a la aparición de la especie humana.
- La fecundación, es el proceso por el cual dos gametos (masculino y femenino) se fusionan durante la reproducción sexual para crear un nuevo individuo.

## Desastres naturales
Son los mismos fenómenos naturales que ocasionan daños y destrucción de diversa magnitud sumado fundamentalmente a la acción indirecta del ser humano, que no prevé que sus acciones pueden ocasionarle pérdidas a sí mismo.

### Desastres generados en el interior de la Tierra

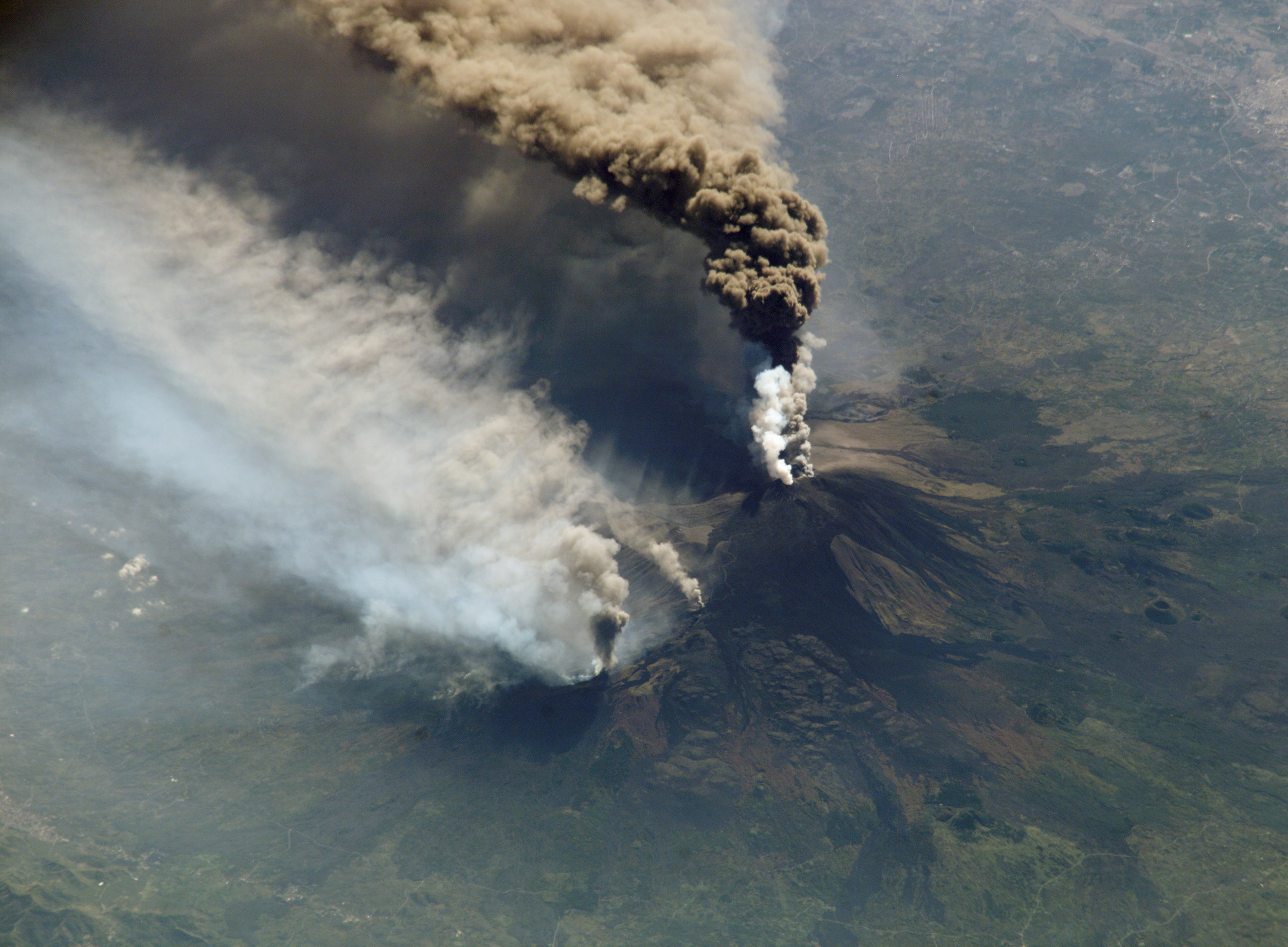
Erupción del volcán Etna, vista desde la Estación Espacial Internacional.

- Terremoto: movimiento de la corteza terrestre (movimiento de placas tectónicas) que genera deformaciones intensas en las rocas del interior de la Tierra, acumulando energía que súbitamente es liberada en forma de ondas que sacuden la superficie terrestre.
- Tsunami (o maremoto): movimiento de la corteza terrestre en el fondo del océano, formando y propagando olas de gran altura.
- Erupción volcánica: es el paso del magma, cenizas y gases del interior de la Tierra a la superficie pasa desde el interior hasta el cráter y el exterior.

### Desastres generados por procesos dinámicos de la superficie de la Tierra

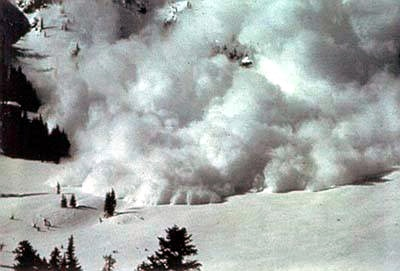
Alud

- Deslizamiento: que ocurren como resultado de cambios súbitos o graduales de la composición, estructura, hidrología o vegetación de un terreno en declive o pendiente.
- Derrumbe: es la caída de una franja de terreno que pierde su estabilidad o la destrucción de una estructura construida por el ser humano.
- Alud: es el desplazamiento de una capa de nieve ladera abajo, que puede incorporar parte del sustrato y de la cobertura vegetal de la pendiente.
- Aluvión: flujos de grandes volúmenes de lodo, agua, hielo, rocas, originados por la fractura de una laguna o deslizamiento de un área nevada.
- Corrimiento de tierra: desprendimiento de lodo y rocas debido a precipitaciones pluviales, se presenta como un golpe de agua lodosa que se desliza a gran velocidad por laderas y zonas secas con desniveles, siendo de poco caudal, pero el suficiente para arrastrar piedras y troncos.

### Desastres generados por fenómenos meteorológicos

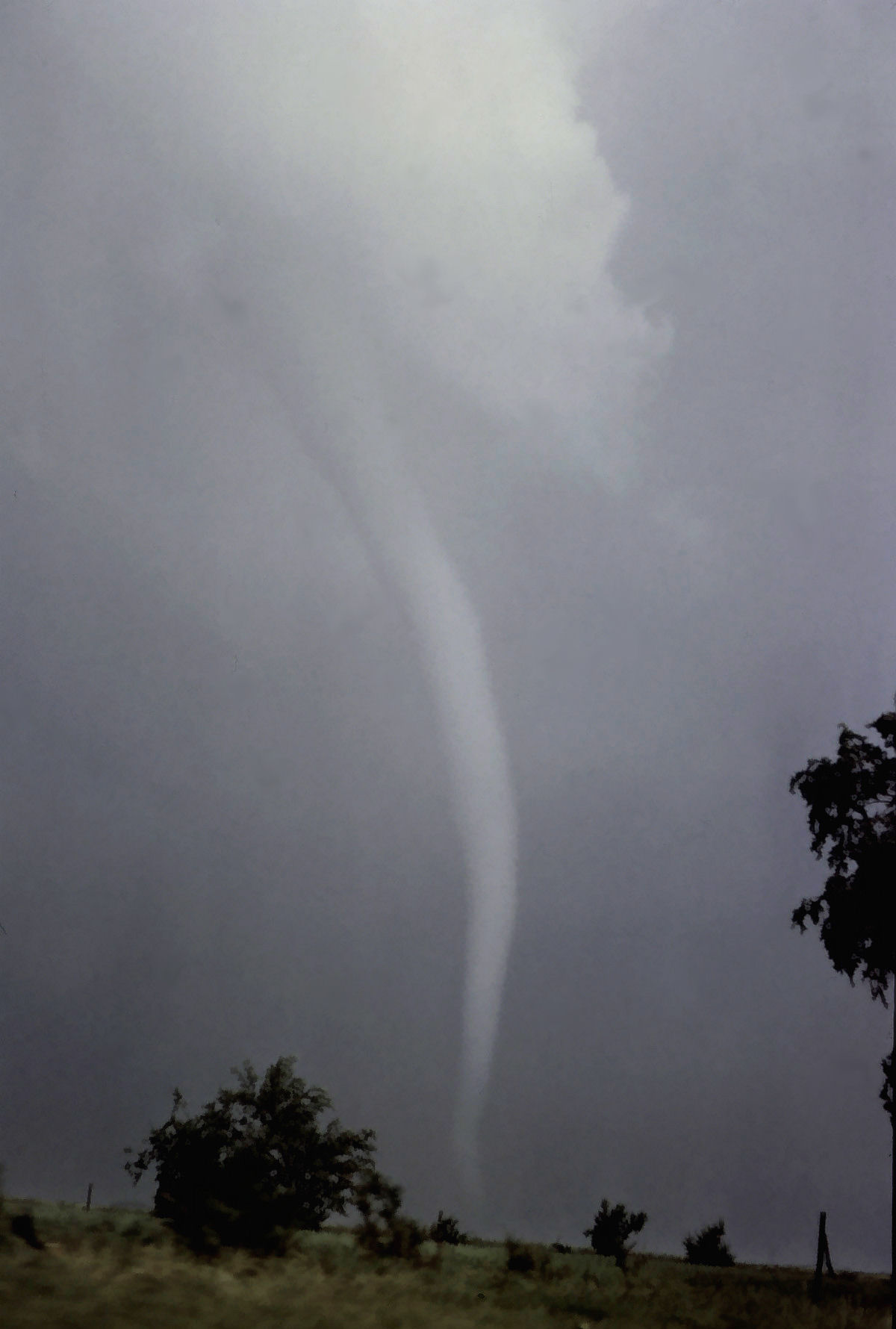
Tornado

- Inundación: invasión lenta o violenta de corrientes y volúmenes de agua de río, lagunas o lagos, debido a fuertes precipitaciones fluviales o aperturas o fracturas de embalses, causando daños considerables y destructivos. Se pueden presentar en forma lenta o gradual en llanuras y de forma violenta o súbita en regiones montañosas de alta pendiente.
- Sequías: deficiencia de humedad en la atmósfera por precipitaciones pluviales irregulares o insuficientes, inadecuado uso de los caudales de agua subterránea, depósitos de agua o sistemas de irrigación.
- Heladas: producida por las bajas temperaturas, causando daño a las plantas y animales.
- Tormentas: fenómeno atmosférico producido por descargas eléctricas en la atmósfera.
- Granizada: precipitación de agua en forma de gotas sólidas de hielo.
- Tornados: vientos huracanados que se producen en forma giratoria a grandes velocidades.
- Huracanes: vientos que sobrepasan más 240 km/h como consecuencia de la interacción del aire caliente y húmedo, que viene del océano Pacífico o del Atlántico, con el aire frío.

### Desastres de origen biológico
- Plagas: son calamidades producidas en los cultivos por ciertos animales.
- Epidemias: son la generalización de enfermedades infecciosas a un gran número de personas y en un determinado lugar.
- Pandemias: son la generalización de enfermedades infecciosas a un gran número de personas en todo el mundo.

### Desastres espaciales
- Tormenta solar.

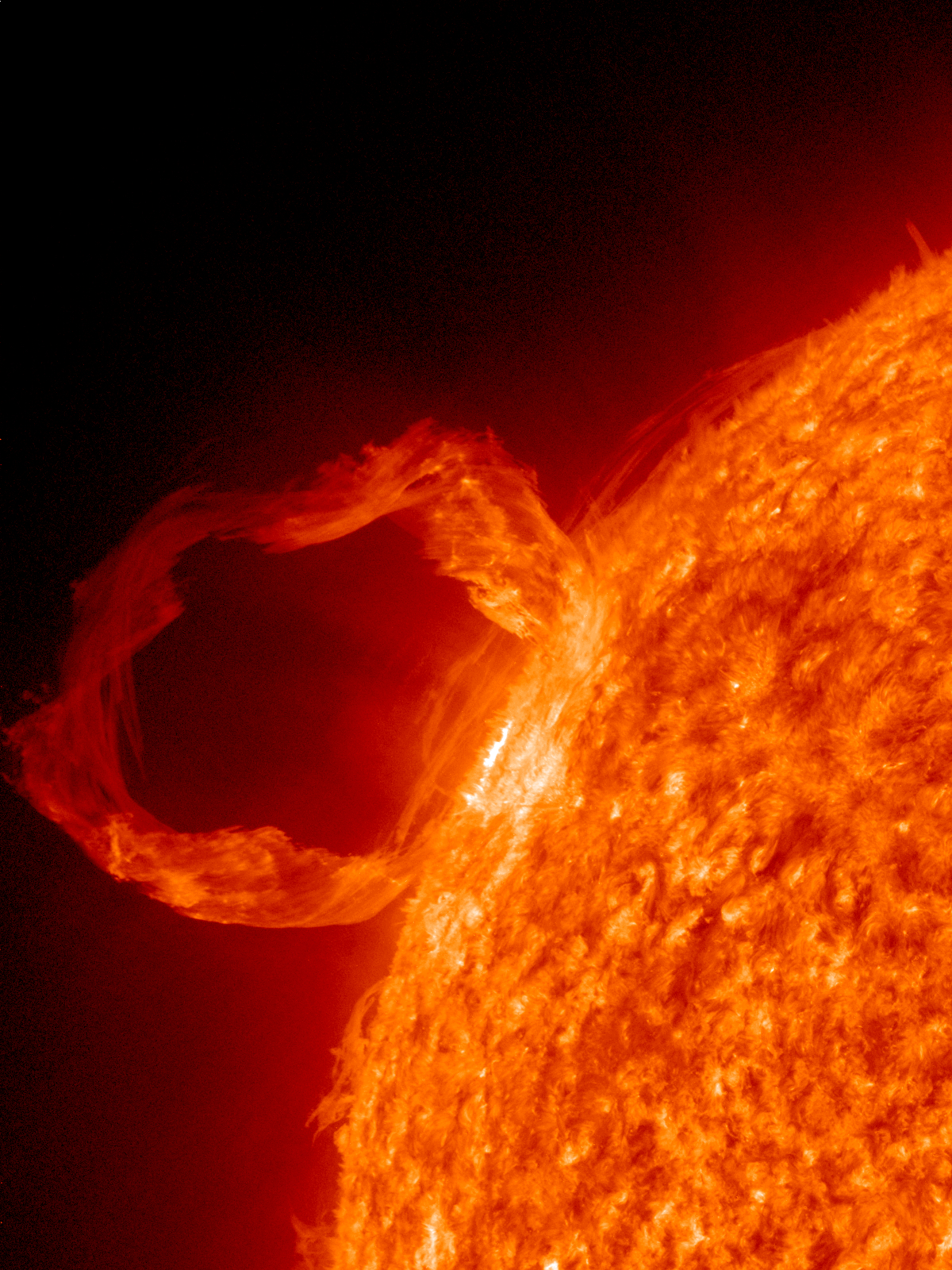
Tormenta solar

- Impacto de un asteroide o meteorito.
- Lluvia de meteoritos.

## Efecto invernadero
Otro fenómeno natural es el efecto invernadero, que es un fenómeno atmosférico natural que permite mantener la temperatura del planeta, al retener parte de la energía proveniente del Sol. 

## Fenómeno natural
Casi todos los fenómenos naturales pueden medirse de forma gradual (intervalos), así por ejemplo una lluvia de unos pocos milímetros en un día no suele causar daños, salvo en condiciones muy particulares, pero una lluvia de más de 100 mm en un día seguramente causará problemas serios en el área donde precipita.
La frecuencia con que se produce un determinado fenómeno natural se suele relacionar con su tiempo de retorno.
Por ejemplo una lluvia con un tiempo de retorno de 500 años (que se repite de media una vez cada 500 años) será una lluvia mucho más intensa que una lluvia que tenga un tiempo de retorno de 50 años, o que se repita de media una vez cada 50 años. Cuanto mayor es el tiempo de retorno de un determinado fenómeno natural, más extremo se puede considerar este fenómeno.